# Tinomiscium
Tinomiscium es un género con doce especies de plantas de flores perteneciente a la familia Menispermaceae. Nativo del sudeste de Asia. 

## Especies seleccionadas
- Tinomiscium arfakianum
- Tinomiscium coriaceum
- Tinomiscium elasticum
- Tinomiscium javanicum
- Tinomiscium micranthum
- Tinomiscium molle
- Tinomiscium nicobaricum
- Tinomiscium petiolare
- Tinomiscium philippinense
- Tinomiscium phytocrenoides
- Tinomiscium pyrrhobotryum
- Tinomiscium tonkinense